# Sowerby (Yorkshire du Nord)
Pour les articles homonymes, voir Sowerby.
Sowerby est un village et une paroisse civile du Yorkshire du Nord, en Angleterre.